# 学校法人今治明徳学園
学校法人今治明徳学園（がっこうほうじん いまばりめいとくがくえん）とは、愛媛県今治市に本部を置く学校法人である。

## 概要
愛媛県今治市で私立中学校、高等学校、短期大学を運営している。

## 沿革
- 1906年5月 - 私立今治技芸女子学校を開校。
- 1916年5月 - 私立今治実科高等女学校併置。
- 1940年4月 - 今治明徳高等女学校設立認可。
- 1945年
  - 4月 - 戦災により校舎倒壊、玉井校長、職員4名、生徒4名爆死。
  - 8月 - 戦災により校舎全焼。
- 1948年4月 - 高等女学校を新制高等学校に組織変更。
- 1951年3月 - 学校法人今治明徳学園設立。
- 1966年4月 - 今治明徳短期大学開設。
- 1981年4月 - 男子部開設。
- 1984年
  - 3月 - 男子部第一期生卒業。
  - 7月 - アメリカ合衆国ワシントン州ハドソンズベイ高校（Hudson's Bay High School）と姉妹校提携。
- 1993年4月 - 今治明徳高等学校矢田分校開校。
- 1995年4月 - 今治明徳中学校開校。
- 2020年10月 - FC今治（株式会社今治.夢スポーツ）と連携協定を締結。代表取締役社長の「矢野将文」と代表取締役会長の「岡田武史」が学園経営に参加する。
- 2024年4月 - 高等学校本校を「FC今治高等学校明徳校」、矢田分校を「FC今治高等学校里山校」と改称。

## 設置校
- 今治明徳短期大学
- FC今治高等学校明徳校
- 今治明徳中学校・FC今治高等学校里山校